# Justyna Szpond
Justyna Anna Szpond – polska matematyczka, doktor habilitowany nauk ścisłych i przyrodniczych, profesor Uniwersytetu Komisji Edukacji Narodowej w Krakowie, specjalistka od geometrii algebraicznej oraz algebry przemiennej.

## Kariera naukowa
Absolwentka I Liceum Ogólnokształcącego im. Jana Długosza w Nowym Sączu. W 1997 rozpoczęła studia w Wyższej Szkole Pedagogicznej im. Komisji Edukacji Narodowej (obecny Uniwersytet Komisji Edukacji Narodowej w Krakowie), gdzie w 2002 uzyskała tytuł magistra matematyki.
W 2002 roku została zatrudniona na macierzystej uczelni na stanowisku asystenta.
W 2006 na Wydziale Matematyki i Informatyki Uniwersytetu Jagiellońskiego uzyskała stopień doktora nauk matematycznych w zakresie matematyki na podstawie rozprawy pt. Ideały wielomianowe w pierścieniu funkcji holomorficznych, której promotorem był Tadeusz Winiarski. W 2022 uzyskała na Uniwersytecie Łódzkim stopień doktora habilitowanego nauk ścisłych i przyrodniczych w dyscyplinie matematyki na podstawie pracy pt. Konfiguracje typu Fermata w algebrze i geometrii: Od problemu zawierania do niespodziewanych hiperpowierzchni.
W 2014 została adiunktem, a od 2022 jest profesorem uczelni na Uniwersytecie Komisji Edukacji Narodowej w Krakowie. W latach 2020–2022 pracowała też w Instytucie Matematycznym Polskiej Akademii Nauk.
Jest autorką ponad 30 prac (stan na czerwiec 2024). Publikowała je m.in. w „Journal of Pure and Applied Algebra”, „Journal of Symbolic Computation” i „Geometriae Dedicata”.